# ノガロ・サーキット
シルキュイ・ポール・アルマニャック (Circuit Paul Armagnac)  は、フランス南部、ノガロ近郊に位置するサーキット。ノガロ・サーキット (Circuit de Nogaro) としても知られる。

## 歴史
サーキットは1960年10月3日、フランスにおける初のレース専用サーキットとして開業した。当初は1.752キロメートル (1.089 mi)の距離であったが、1973年および1989年に拡張され、現在は3.636キロメートル (2.259 mi)である。2007年に近代化が行われ、新しいコントロールタワー、ピットレーンの建設およびコース幅が12メートル (39 ft)に拡大された。

## ポール・アルマニャック
サーキットはノガロ出身で1950年代から60年代にかけて活躍したレーシングドライバーのポール・アルマニャックに因んで命名された。アルマニャックはDBのマシンをドライブし、1962年10月21日にモンテリで行われたパリ1000kmレースのプラクティス中に事故死した。

## コースについて
コースは比較的平坦で、最高点と最低点の差は6メートル (20 ft)に過ぎない。時計回りに走行し、2つの長いストレートから構成される。メインストレートは950メートル (3,117 ft)の長さで、ノガロ出身のオートバイコンストラクター、クロード・フィオーレに因んで名付けられている。バックストレートはメインストレートとほぼ並行で、いくつかのスローコーナーによって結ばれている。

## イベント
本サーキットで開催されたイベントは以下のような物がある：
- フランスグランプリ (ロードレース)：1978年-1982年
- 2003年のFIA スポーツカー選手権最終戦
- 国際F3000シリーズ：1990年-1993年
- フォーミュラ2：1975年-1978年
- ヨーロッパトラックレース選手権：1994年-
- フォーミュラ3・ユーロシリーズ：2007年
- FIA GTシリーズおよびブランパンスプリントシリーズ
- FFSA GT選手権：1997年-2011年、2014年
- ヨーロッパ・エコマラソン：2000年-2009年[4]

## 参照
1. ↑  “Nogaro”. RacingCircuits.info. 2015年6月5日閲覧。
2. ↑  “Circuit Automobile Paul Armagnac”. Nogaro en Armagnac.   Mairie de Nogaro en Armagnac. 2015年6月5日閲覧。
3. ↑  “Le circuit de Nogaro fête ses 50 ans…”. Endurance-Info.com.   Laurent Mercier. 2015年6月5日閲覧。
4. ↑  “Shell Eco Marathon 2015”. Michelin. 2015年6月5日閲覧。